# Don Dracula
Don Dracula (japanisch ドン・ドラキュラ) ist eine Manga-Serie von Osamu Tezuka, die im Jahr 1979 in Japan erschienen ist. 1982 erschien eine Anime-Adaption von Studio Jin Production.

## Inhalt
Don Dracula lebte mehrere Jahre in Transylvania. Eines Tages entscheidet sich Don, mit seiner Tochter Chocola und seinem Diener Igor in Tokyo zu leben. Chocola geht auf eine Abendschule, weil sie sich vor dem Sonnenlicht schützen muss. Auch in Japan braucht Dracula Blut, deswegen versucht er in der Nacht Blut von Jungfrauen zu finden. Dummerweise glaubt in Tokio keiner an Vampire und er hat große Probleme, passende Opfer zu finden. Bisweilen kommt ihm seine Tochter zu Hilfe, wenn es sie nicht zu sehr von der Schule abhält. Nach einiger Zeit kommt auch der Vampirjäger Rip van Helsing auf der Suche nach seinem Erzfeind nach Tokio und bereitet Dracula weiteres Unheil.

## Veröffentlichung
Der Manga erschien 1979 im Magazin Shūkan Shōnen Champion beim Verlag Akita Shoten. Dieser brachte die Kapitel ebenfalls gesammelt in drei Bänden heraus. Eine französische Übersetzung erschien bei Soleil, eine italienische bei J-Pop, eine portugiesische bei NewPop in Brasilien und eine chinesische bei Taiwan Tohan.
Laut Patrick Drazen war die Serie eine Parodie beziehungsweise inspiriert von der amerikanischen Vampirkomödie Liebe auf den ersten Biss.

## Anime
Eine Adaption als Anime entstand beim Studio Jin Production unter der Regie von Masamune Ochiai, das Drehbuch schrieb Takao Koyama und für die Animationen war Masayuki Uchiyama verantwortlich. Insgesamt entstanden nur 8 Folgen, obwohl zunächst 26 geplant waren. Die Fortsetzung der Produktion wurde durch den Bankrott des Studios verhindert.
Von den 30 Minuten langen Folgen wurden 4 vom 5. bis 26. April 1982 von TV Tokyo in Japan ausgestrahlt. Die übrigen Folgen erschienen später zu einem Film zusammengeschnitten auf Video. Synchronfassungen in Portugiesisch und Italienisch wurden im Fernsehen ausgestrahlt, diese sowie eine spanische Version erschienen auch auf Video. Eine englische Fassung wurde per Streaming veröffentlicht.

### Synchronisation
| Rolle           | japanischer Sprecher (Seiyū) |
| --------------- | ---------------------------- |
| Don Dracula     | Kenji Utsumi                 |
| Chocola         | Saeko Shimazu                |
| Igor            | Takao Oyama                  |
| Rip van Helsing | Junpei Takiguchi             |
| Ayazu           | Kaneta Kimotsuki             |

### Musik
Die Musik der Serie komponierte Takao Koyama. Das Vorspannlied ist Paradise Dracula von Kenji Utsumi und Koorogi '73 und der Abspann ist unterlegt mit Otosan wa Kyuketsuki von Yoshimi Niikura.